# 清水彰
清水 彰（しみず あきら、1916年11月20日 - 2012年8月17日）は日本の俳優。

## 来歴・人物
香川県高松市出身。1939年に新国劇に入団。解散後は数々の舞台や時代劇などに出演。2005年には日本演劇協会演劇功労者賞を受賞した。
2012年8月17日に肝不全のため死去。

## 出演

### テレビドラマ
- 銭形平次（CX / 東映）
  - 第175話「月夜に消えた娘」（1969年） - 治平
- 鬼平犯科帳 第１シリーズ 
  - 第24話「八丁堀の女」（1970年、NET・東宝）- 和泉屋万兵衛（ドラマ内では大丸屋）
- 大岡越前（TBS / C.A.L）
  - 第1部 第9話「鬼面夜叉」（1970年5月11日）- 相模屋
- 水戸黄門（TBS / C.A.L）
  - 第2部 第4話「漆三代 -会津若松-」（1970年10月19日） - 会津屋重兵衛
- 人形佐七捕物帳 第4話「花嫁草紙」（1971年、NET） - 服部十太夫
- 必殺シリーズ（ABC / 松竹）
  - 必殺仕置人 第20話「狙う女を暗が裂く」（1973年9月1日） - 坂倉屋
  - 助け人走る 第30話「賃金大仕掛」（1974年） - 唐津屋重兵衛
- 大江戸捜査網（12ch / 三船プロ）
  - 第134話「夢に賭けた大泥棒」（1974年）
- 伝七捕物帳 （NTV）
  - 第32話「娘十八天一坊」（1974年）-　紀州屋
  - 第75話「酒は涙か花が散る」（1975年）- 浅野儀介
- 暴れん坊将軍シリーズ （ANB / 東映）
  - 吉宗評判記 暴れん坊将軍 第135話「湯けむり地獄の決斗」（1980年11月1日） - 田野倉屋正兵衛